# Take me with you (nummer)
Take me with you is een lied van The Cats dat werd geschreven door Arnold Mühren. Het werd in 1970 de titelsong van hun elpee en verscheen daarnaast op de B-kant van de single Vaya con Dios. In Japan verscheen het lied dat jaar op de B-kant van hun single I walk through the fields.
Enkele jaren later kwam er een geheel geremasterde versie uit op hun elpee Hard to be friends (1975), ofwel de tweede Amerikaanse elpee van de band die werd geproduceerd door Al Capps. De oorspronkelijke versie verscheen op minstens negen verzamelalbums, waaronder op Live (1984). Als Kleiner Vogel verscheen er een Duitstalige versie van het lied op het album Katzen-spiele (1972). Verder verschenen er covers op verschillende albums van Stef Meeder.
De live-versie van het nummer belandde in 2013 in de Volendammer Top 1000, een eenmalige all-timelijst die in 2013 door luisteraars van 17 Noord-Hollandse radio- en tv-stations werd samengesteld.
In het lied vraagt de zanger een kleine vogel om hem mee te nemen en om hem te leren zingen. Hoog boven op zijn sterke vleugels wil hij de wereld bekijken.